# Amt Bad Oldesloe-Land
Das Amt Bad Oldesloe-Land ist ein Amt im Kreis Stormarn.

## Geographie
Die Gemeinden des Amtes liegen im Umfeld des Zusammenflusses der Gewässer Barnitz, Beste und Trave.

## Amtsangehörige Gemeinden
| 1. Grabau 2. Lasbek 3. Meddewade | 1. Neritz 2. Pölitz 3. Rethwisch | 1. Rümpel 2. Steinburg 3. Travenbrück |

## Geschichte
Das Amt wurde 1948 nach Auflösung der Amtsbezirke aus den Gemeinden Grabau, Meddewade, Neritz, Pölitz, Rethwisch, Rethwischfeld, Rohlfshagen, Rümpel, Schlamersdorf, Schulenburg, Sehmsdorf, Sühlen und Tralau gebildet. Sitz der Amtsverwaltung ist seither Bad Oldesloe, das selbst dem Amt nicht angehört.
Im Rahmen der kommunalen Neuordnung in den 1970er Jahren kam es zu Eingemeindungen einzelner Gemeinden nach Bad Oldesloe, dem Zusammenschluss anderer Gemeinden und der Eingliederung von Teilen des ehemaligen Amtes Mollhagen.

## Verwaltung
Das Amt führt die Geschäfte der Schulverbände Mollhagen und Bad Oldesloe, des Zweckverbandes Kindergarten Steinburg/Stubben und des Wasserbeschaffungsverbandes Bad Oldesloe-Land.

## Wappen
Blasonierung: „In Grün ein silberner Wellengöpel. In den drei Winkeln je drei goldene Ähren, 2 : 1, 2 : 1 und 1 : 2 gestellt.“
Die neun Ähren symbolisieren die Mitgliedsgemeinden.